# موزه هنر کارولینای شمالی
موزه هنر کارولینای شمالی (انگلیسی: North Carolina Museum of Art) در رالی، کارولینای شمالی واقع شده‌است. این موزه در ۱۹۵۶ به عنوان اولین موزه بزرگ کشور که توسط مجلس قانون‌گذاری ایالت ایجاد و سرمایه آن تأمین شده، افتتاح شد. از ابتدای تأمین و تخصیص سرمایه‌ای که مجموعه موزه را شکل داده در ۱۹۴۷، این موزه به عنوان یک سیاست روبه‌جلو، دسترسی رایگان و دائمی به این مجموعه را برای عموم تأمین کرده است. امروزه این مجموعه دارای آثاری با تاریخی تا بیش از ۵،۰۰۰ سال قدمت از دوران باستان تاکنون، یک آمفی‌تئاتر برای اجرا در فضای باز و برنامه‌های عمومی و نمایشگاه‌های مشهور است. این موزه دارای بیش از ۴۰ نگارخانه و تعداد زیادی اثر برجسته هنری در بزرگ‌ترین پارک‌موزه کشور آمریکاست. اخیراً و به عنوان یکی از موزه‌های پیشرو در جنوب کشور آمریکا، موزه هنر کارولینای شمالی توسعه‌ای بزرگ را تکمیل کرده که موزه را برنده جایزه بین‌المللی طراحی در استفاده بهره‌ورانه از انرژی کرده است.